# Olivier Peissel
Pour les articles homonymes, voir Peissel.
 (mai 2024).
Si vous disposez d'ouvrages ou d'articles de référence ou si vous connaissez des sites web de qualité traitant du thème abordé ici, merci de compléter l'article en donnant les références utiles à sa vérifiabilité et en les liant à la section « Notes et références ».
Olivier Peissel est un acteur et metteur en scène franco-mexicain .

## Biographie
Bilingue français espagnol, il est le fils de l'ethnologue tibétologue et explorateur Michel Peissel. Il l'a parfois accompagné dans ses voyages. 
Il a un frère, Morgan Peissel et une sœur Octavia Peissel, assistante du réalisateur Wes Anderson.[réf. nécessaire]

## Théâtre
- 1998 : Le Crime anglais de Thierry Bourcy mise en scène d'Olivier Peissel (Théâtre Atlantic, Neuilly-sur-Seine)
- 2008 : Yo soy Carlos Marx de Genny Pérez  (acteur principal)[2]

## Filmographie

### Courts métrages
- 1998 : …Au champ d'honneur de Luc Moullet

### Télévision
- 2013 : Les Mystères de l'amour de Dan Occo, Guy Famechon, Olivier Altman

## Discographie
Olivier Peissel est le narrateur de Le Troisième pôle - Voyage au fin fond du Tibet dans l'inconnu et dans le froid sur le plus haut plateau de la planète, de Michel Peissel, DVD documentaire, 2005.

## Doublage

### Cinéma

#### Films
- Michael J. Fox dans :
  - A.R.C.H.I.E. : Chien robot (en) (2016) : A.R.C.H.I.E. (voix)
  - A.R.C.H.I.E. 2 (2018) : A.R.C.H.I.E. (voix)

- Robert LaSardo dans : 
  - La Mule (2018) : Emilio
  - Section 8 (en) (2022) : Fresh

- 2007 : La Zona, propriété privée : Gerardo (Carlos Bardem)
- 2007 : Slipstream : Burt (John Littlefield)
- 2009 : Bakhita : Guido (Ettore Bassi)
- 2010 : Pie XII : Pape XII (James Cromwell)
- 2010 : Casino Jack : Jack Abramoff (Kevin Spacey)
- 2011 : Down the Shore : Bailey Euler (James Gandolfini)
- 2014 : Refroidis : Egil « Iceman » Dickman (Peter Andersson)
- 2015 : Andron : The Black Labyrinth : Adam (Alec Baldwin)
- 2015 : Little Boy : Hashimoto (Cary-Hiroyuki Tagawa)
- 2015 : La Vengeance dans le corps : Deacon Lyle (Jean-Claude Van Damme)
- 2016 : 1898, los últimos de Filipinas : le commandant Luna (Raymond Bagatsing) et le sergent Jimeno (Javier Gutiérrez)
- 2016 : La Reine d'Espagne : Pepe Bonilla (Javier Cámara)
- 2016 : L'Homme aux mille visages : Jesus Camoes (José Coronado)
- 2017 : Sous un autre jour : Candidat New Age (Brian Gallagher), le sergent de police (James Georgiades) et Jack (Michael Quinlan)
- 2017 : L'Accusé : Agent (Jordi Brunet)
- 2017 : Un mariage sous la neige : Duncan Reynolds (Jordan Murphy)
- 2017 : Negative : Ramon (Santiago Salviche)
- 2018 : Keepers : James Ducat (Gerard Butler)
- 2018 : Dieu n'est pas mort : Une lumière dans les ténèbres : Pearce Hill (John Corbett)
- 2018 : El reino : Bermejo (Andrés Lima)
- 2019 : Running with the Devil : The Man (Laurence Fishburne)
- 2020 : Shorta : La Loi de la cité : Mike Andersen (Jacob Lohmann)
- 2020 : Becky : Dominick (Kevin James)
- 2022 : Fortress: Sniper's Eye (en) : Tomlinson (Josh Sternfeld)
- 2022 : Sniper : Le Corbeau blanc : le commandant de brigade (Roman Semysal)
- 2024 : Reposer en paix (es) : ? (?)
- 2024 : La Plateforme 2 : Dagin Babi (Óscar Jaenada)
- 2024 : Conclave : le cardinal Benitez (Carlos Diehz)
- 2025 : Demain est un autre jour : Johnny (Jordi Mollà)

#### Films d'animation
- 2015 : L'Incroyable Destin de Savva : le loup blanc
- 2019 : Nicky Larson Private Eyes : voix additionnelles
- 2023 : Spider-Man: Across the Spider-Verse : voix additionnelles

### Télévision

#### Séries télévisées
- José Zúñiga dans :
  - Snowfall (2017) : Ramiro (saison 1)
  - Hawaii 5-0 (2019) : Flores (saison 9, épisode 24)
  - Narcos: Mexico (2021) : Rebollo (saison 3)
  - Westworld (2022) : Chuck, le vice-président (saison 4, épisode 2)

- Gary Perez (en) dans :
  - New Amsterdam (2018) : Carlos Martin
  - Blacklist (2019) : Federal Warden

- Bruce Ramsay dans :
  - XIII, la série (2012) : Vargas
  - Reign : Le Destin d'une reine (2015) : le cardinal Perazzo

- Robert Montano dans :
  - Elementary (2016) : M. Rivera
  - Prodigal Son (2019) : Saulo

- 1997 : Les Aventures de Sinbad : Aziz (Lloyd Kandlin)
- 2004 : Isaura : le colonel Sebastiao Cunha (Paulo Figueiredo)
- 2013 : Homeland : El Nino (Manny Pérez)
- 2014 : Graceland : Billy (Chris Browning (en)) et Randy (Luis Da Silva Jr)
- 2015 : London Spy : Charles (Nicolas Chagrin) (mini-série)
- 2015 : The Good Wife : Dr Ian Caine (Danny Burstein)
- 2015 : First Murder : Ethan Rydel (Clifton Powell)
- 2015 : Penny Dreadful : Sir Geoffrey Hawkes (Ronan Vibert)
- 2015 / 2018 : Elementary : Zuniga (Paul Calderon) et Colm Frick (Jamie Jackson)
- 2016 : Lucky Man : Sami (Gerard Monaco)
- 2016 : Blue Bloods : Octavio Nunez (Ski Carr)
- 2017 : Snowfall : Arnold Tulfowitz (Mark Harelik)
- 2017 : Madam Secretary : Mateo Penagos (Julio Oscar Mechoso)
- 2017 : Bad Blood : The Sentinel (Ache Hernandez)
- 2017 : Arrow : Charles Eked (Alistair Abell)
- 2017 : Bloodline : Mateo (Carlos Navarro)
- 2018 : A Million Little Things : Andrew Pollock (James Tupper) (1re voix)
- 2018 : SEAL Team : le lieutenant Juan Lopez (Bobby Daniel Rodriguez) (5 épisodes)
- 2018-2019 : NCIS : Los Angeles : Arlo Turk (Max Martini) (5 épisodes)
- 2019 : Mallorca : Manu Alzamora (Pablo Scola)
- 2019 : Les Enquêtes de Murdoch : Fletcher Goss (Matt Cooke)
- 2020 : ZeroZeroZero : Enrique Leyra (Victor Huggo Martin) (mini-série)
- 2020 : Gentefied : Felix (Francisco Ramos) (3 épisodes)
- 2021-2022 : Young Rock : Bob (Josh Thomson) (8 épisodes)
- 2022 : Après le verdict : Les jurés mènent l'enquête (en) : l'inspecteur Sarti (Hazem Shammas (en))
- 2023 : Bodies : ? (?) (mini-série)
- 2023 : Romancero (en) : Josué [Qui ?]
- 2024 : Maxton Hall - Le monde qui nous sépare : Charles [Qui ?]
- 2024 : The Big Cigar : ? (?) (mini-série)
- 2024 : Grotesquerie : le sergent Cranburn (Joshua Bitton)
- 2024 : Opérations Spéciales : Lioness : Pablo Carrillo (Demián Castro)
- 2024 : Dexter : Les Origines : Santos Jimenez (Randy Gonzalez)
- 2024 : High Potential : Ty Williams (Anthony Pierre Christopher) (saison 1, épisode 5) et Arturo Jimenez (Juan Alfonso) (saison 1, épisode 6)
- 2025 . Pulse : Luis Dominguez (Arturo Del Puerto (en))

#### Séries d'animation
- 2012 : Les Mystérieuses Cités d'or
- 2021 : Presto ! Le Manoir magique : Kiki (le chien de Lisa)

### Jeux vidéo
- 2001 : Tom Clancy's Ghost Recon : ?
- 2002 : Icewind Dale II : ?
- 2002 : Conflict: Desert Storm
- 2003 : In Memoriam : ?
- 2003 : Call of Duty : ?
- 2004 : Ghost Recon 2 : ?
- 2005 : Call of Duty 2 : ?
- 2006 : Le Parrain : ?
- 2006 : Call of Duty 3 : En marche vers Paris : ?
- 2007 : Call of Duty 4: Modern Warfare : ?
- 2008 : Tom Clancy's EndWar : ?
- 2008 : Far Cry 2 : ?
- 2008 : Call of Duty: World at War : ?
- 2009 : Wheelman : ?
- 2009 : Le Parrain 2 : ?
- 2009 : Call of Duty: Modern Warfare 2 : ?
- 2009 : Assassin's Creed II : ?
- 2010 : Medal of Honor : ?
- 2011 : Star Wars: The Old Republic : Aric Jorgan
- 2011 : The Witcher 2: Assassins of Kings : ?
- 2011 : Dragon Age 2 : ?
- 2012 : Command & Conquer: Tiberium Alliances (en) : Vasquez
- 2012 : Mass Effect 3 : ?
- 2012 : Halo 4 : ?
- 2012 : Conflict: Desert Storm II : ?
- 2012 : Far Cry 3 : ? (multijoueur)
- 2013 : Ryse: Son of Rome : Commodus
- 2013 : Battlefield 4 : Sergent
- 2013 : Neverwinter : voix additionnelles
- 2014 : Dragon Age: Inquisition : voix additionnelles
- 2015 : Star Wars Battlefront : Boba Fett
- 2015 : Call of Duty: Black Ops III : voix additionnelles
- 2016 : Uncharted 4: A Thief's End : Vargas
- 2017 : The Elder Scrolls: Legends : ?
- 2017 : Ghost Recon Wildlands : El Sueño
- 2017 : Star Wars Battlefront II : Boba Fett
- 2017 : Assassin's Creed Origins : voix additionnelles
- 2017 : La Terre du Milieu : L'Ombre de la guerre : voix additionnelles
- 2018 : Far Cry 5 : voix additionnelles
- 2018 : Battlefield V : Sergent
- 2018 : Marvel's Spider-Man : sbire d'Hammerhead
- 2019 : Anthem : l'Observateur
- 2020 : No Straight Roads : Kliff (version espagnole uniquement)
- 2020 : Overwatch : Soldat : 76 (voix de remplacement)
- 2021 : Far Cry 6 : « El Tigre »
- 2021 : New World : divers personnages
- 2022 : Dying Light 2 Stay Human : ?
- 2022 : Gotham Knights : Gueule d'argile
- 2023 : Hogwarts Legacy : L'Héritage de Poudlard : voix additionnelles
- 2023 : Star Wars Jedi: Survivor : Boba Fett
- 2023 : Diablo IV : voix additionnelles
- 2023 : Final Fantasy XVI : voix additionnelles
- 2024 : Final Fantasy VII Rebirth : voix additionnelles
- 2025 : Assassin's Creed Shadows : Javier X

## Livres audio
- 2022 : The Sandman : Acte III, de Neil Gaiman et Dirk Maggs, lu avec Jean-Baptiste Anoumon, Sébastien Desjours, Guillaume Orsat et Stéphane Ronchewski, Audible, 11h19